# Иберијска унија
Иберијска унија је династичка унија између Круне Португалије и Круне Шпаније између 1580. и 1640. године, доводећи цијело Пиринејско полуострво, као и шпанске и португалске прекоокеанске посједе, под власт шпанских хабзбуршких краљева Филипа II, Филипа III и Филипа IV. Унија је настала као посљедица португалске круне насљеђа и уследио је Рат за португалско насљеђе који је трајао 60 година, до Рата за обнову Португалије у коме је дом Браганса постављен као нова поргуалска владајућа династија.
Хабзбуршки краљеви су били једина веза између различитих краљевстава и територија. Влада, институције и правне традиције сваког краљевства су остале независне једна од друге. Имиграциони закони одређивали су да је држављанин једног краљевства био странац у осталим иберијским краљевствима.